# 廿軒家
廿軒家（にじっけんや）は、愛知県名古屋市守山区の地名。丁番を持たない単独町名である。住居表示実施。

## 地理
名古屋市守山区の南西部に位置し、東に長栄、西に町南、南に更屋敷、北に守山と接する。

## 歴史

### 町名の由来
江戸時代の当地には犬山城主の成瀬氏が「御林」と称する非常用の用材として使用するための森林地帯があり、その管理のために派遣した家臣が集住しており、その家が約20軒あったことによるという。

### 沿革
- 1944年（昭和19年）5月4日 - 東春日井郡守山町大字小幡の一部により、同町大字廿軒家が成立する[2]。
- 1954年（昭和29年）6月1日 - 市制施行に伴い、守山市大字廿軒家となる[2]。
- 1963年（昭和38年）2月15日 - 守山市の名古屋市編入に伴い、名古屋市守山区大字廿軒家となる[1]。
- 1990年（平成2年）11月26日 - 住居表示実施に伴い、一部が守山三丁目に編入される[1]。
- 1992年（平成4年）11月24日 - 住居表示実施に伴い、一部が長栄および廿軒家にそれぞれ編入される[1]。また、大字廿軒家のほか、大字小幡の一部により、住居表示実施地域として守山区廿軒家が成立する[3]。

## 世帯数と人口
2019年（平成31年）4月1日現在の世帯数と人口は以下の通りである。
| 町丁   | 世帯数  | 人口    |
| ------ | ------- | ------- |
| 廿軒家 | 766世帯 | 1,465人 |

### 人口の変遷
国勢調査による人口の推移
| 2000年（平成12年） | 1,522人 | [ WEB 6 ] |  |
| 2005年（平成17年） | 1,534人 | [ WEB 7 ] |  |
| 2010年（平成22年） | 1,646人 | [ WEB 8 ] |  |
| 2015年（平成27年） | 1,585人 | [ WEB 9 ] |  |

## 学区
市立小・中学校に通う場合、学校等は以下の通りとなる。また、公立高等学校に通う場合の学区は以下の通りとなる。
| 番・番地等 | 小学校                 | 中学校               | 高等学校 |
| ---------- | ---------------------- | -------------------- | -------- |
| 全域       | 名古屋市立廿軒家小学校 | 名古屋市立守山中学校 | 尾張学区 |

## 交通

### 鉄道
- 名古屋鉄道
ST 瀬戸線 守山自衛隊前駅

### 道路
- 愛知県道15号名古屋多治見線（瀬戸街道）
- 愛知県道30号関田名古屋線

## その他

### 日本郵便
- 郵便番号 : 463-0065[WEB 3]（集配局：守山郵便局[WEB 12]）。

### WEB
1. ↑  “愛知県名古屋市守山区の町丁・字一覧”.   人口統計ラボ. 2017年10月7日閲覧。
2. 1 2  “町・丁目(大字)別、年齢(10歳階級)別公簿人口(全市・区別)”.   名古屋市 (2019年4月22日). 2019年4月23日閲覧。
3. 1 2  “郵便番号”.  日本郵便. 2019年3月17日閲覧。
4. ↑  “市外局番の一覧”.   総務省. 2019年1月6日閲覧。
5. ↑  名古屋市役所市民経済局地域振興部住民課町名表示係 (2015年10月21日). “守山区の町名一覧”.   名古屋市. 2017年10月7日閲覧。
6. ↑  名古屋市役所総務局企画部統計課統計係 (2005年7月1日). “（刊行物）名古屋の町(大字)・丁目別人口 (平成12年国勢調査) 守山区” (XLS). 2017年10月8日閲覧。
7. ↑  名古屋市役所総務局企画部統計課統計係 (2007年6月29日). “平成17年国勢調査　名古屋の町(大字)別・年齢別人口 守山区” (XLS). 2017年10月8日閲覧。
8. ↑  名古屋市役所総務局企画部統計課統計係 (2012年6月29日). “平成22年国勢調査　名古屋の町(大字)別・年齢別人口 守山区” (XLS). 2017年10月8日閲覧。
9. ↑  名古屋市役所総務局企画部統計課統計係 (2017年7月7日). “平成27年国勢調査　名古屋の町(大字)別・年齢別人口” (XLS). 2017年10月8日閲覧。
10. ↑  “市立小・中学校の通学区域一覧”.   名古屋市 (2018年11月10日). 2019年1月14日閲覧。
11. ↑  “平成29年度以降の愛知県公立高等学校（全日制課程）入学者選抜における通学区域並びに群及びグループ分け案について”.   愛知県教育委員会 (2015年2月16日). 2019年1月14日閲覧。
12. ↑  “郵便番号簿 2018年度版” (PDF).   日本郵便. 2019年5月8日閲覧。

### 文献
1. 1 2 3 4  守山区制50周年記念事業実行委員会 2013, p. 361.
2. 1 2  名古屋市計画局 1992, p. 859.
3. ↑  守山区制50周年記念事業実行委員会 2013, p. 395.